# 엑스포메이션
엑스포메이션(exformation)은 정보와 반대되는 용어이다. 정보가 넘쳐남으로 인해 누리꾼들은 그들 자신에게 필요한 정보가 무엇인지, 그리고 이를 어떻게 골라낼 수 있는지, 혼란을 겪게 된다. 결국 그들은 자신에게 알맞은 정보를 찾기 어렵다. 엑스포메이션은 이러한 현상을 설명하는 단어이다.